# Muscolo tiroepiglottico
Il muscolo tiroepiglottico è un muscolo secondario della laringe, composto da fibre che dal muscolo tiroaritenoideo si prolungano nella piega ariepiglottica raggiungendo il margine dell'epiglottide. La funzione di questo muscolo è di abbassare l'epiglottide e regolare l'apertura e la chiusura dell'ingresso laringeo.